# Montcornet, Ardennes
Montcornet är en kommun i departementet Ardennes i regionen Grand Est (tidigare regionen Champagne-Ardenne) i nordöstra Frankrike. Kommunen ligger  i kantonen Renwez som ligger i arrondissementet Charleville-Mézières. År 2022 hade Montcornet 299 invånare.

## Befolkningsutveckling
Antalet invånare i kommunen Montcornet
Referens: INSEE